# Mühlbachdamm

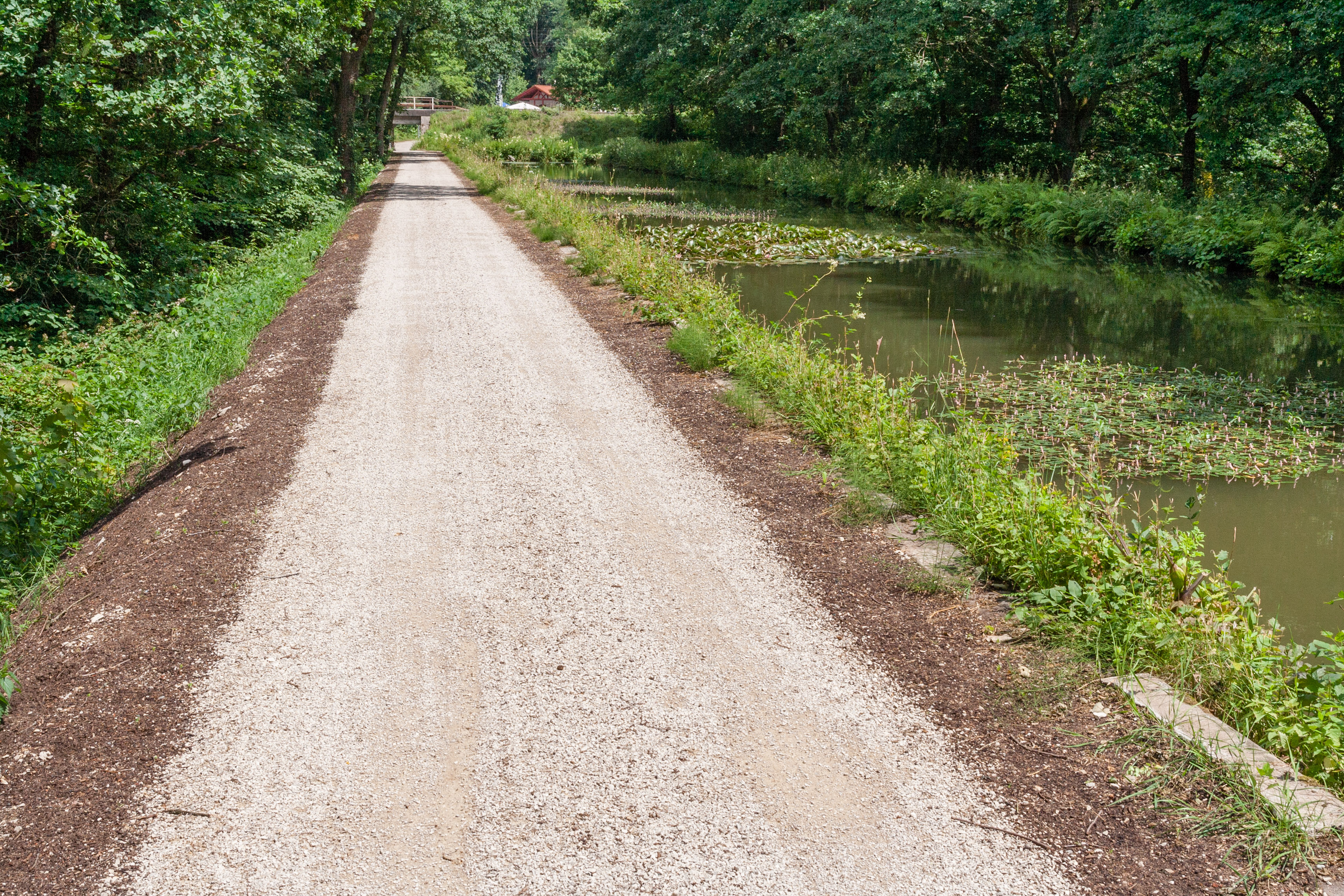
Der Mühlbachdamm

Der Mühlbachdamm ist ein künstlich angelegter Damm nahe der mittelfränkischen Gemeinde Burgthann im Landkreis Nürnberger Land in Bayern.

## Lage
Der Damm ist ein Bestandteil des ehemaligen Ludwig-Donau-Main-Kanals. Er befindet sich direkt auf der Gemeindegrenze zwischen Schwarzenbruck und Burgthann. Er liegt etwa 250 Meter südöstlich vom Bahnhof Burgthann und einen Kilometer nordöstlich des Schwarzenbrucker Gemeindeteils Pfeifferhütte. Er ist Bestandteil des Landschaftsschutzgebietes Schwarzachtal mit Nebentälern.

## Beschreibung

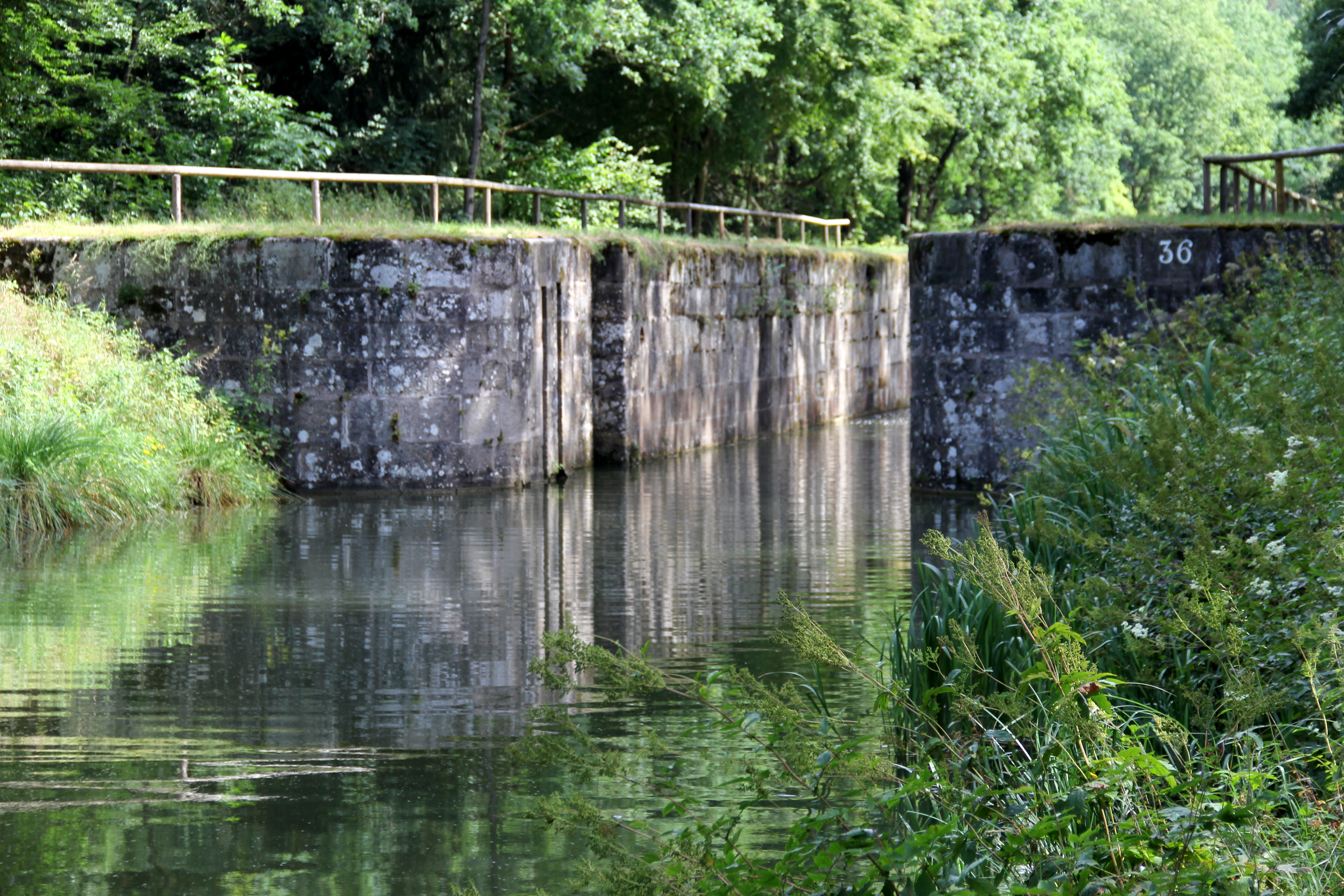
Schleuse 36

Der Erddamm überspannt vollständig einen tiefen Taleinschnitt des namensgebenden „Mühlbaches“. Der Damm ist etwa 205 Meter lang und 16 Meter hoch. Zusammen mit dem Gruberbach-, Kettenbach-, Schwarzenbach- und Distellochdamm zählt er zu den größten der ehemals 70 errichteten Dämme des Ludwigskanals. Die steilabfallenden Dammschultern sind vollständig bewaldet und durch dichtes Buschwerk schwer zugänglich. Der dichte Bewuchs führt auch dazu, dass er in der Regel gar nicht als eigenständiger und mächtiger Damm wahrgenommen wird. Am westlichen Ausläufer des Damms befindet sich eine Kammerschleuse, die sogenannte Schleuse 36. Östlich wird er durch einen Damm der Bahnstrecke Nürnberg–Regensburg abgegrenzt. Früher befand sich hier anstelle des Dammes eine Eisenbahnbrücke, durch die der Kanal führte. Heute erfolgt der Wasserausgleich der Kanalabschnitte durch eine unterirdische Verrohrung. Auf der Dammkrone des Kanals führen beidseitig sogenannte Treidelwege entlang. Der nördliche Weg ist geschottert und als Rad- und Wanderweg ausgewiesen. Dieser Weg ist Bestandteil des überregionalen Fünf-Flüsse-Radweges und diverser lokaler Rundwanderwege. Der südliche Weg auf der Dammkrone ist unbefestigt und stark durchwurzelt. Vom Damm führen einige ungesicherte Pfade hinunter zur Talsohle.

## Geschichte
Ursprünglich war anstelle des Dammes ein Brückkanal mit vier Bögen und einer jeweiligen Weite von 14,5 Metern geplant. Aus Kostengründen und zur Problemvermeidung entschied man sich dann doch für einen Dammbau. Für die Ausführung der notwendigen Arbeiten waren bis zu 9000 Arbeiter gleichzeitig tätig. In der sogenannten „cut and fill“ Technik wurde hierbei aus dem östlich gelegenen Guglhof-Einschnitt das Material zur Aufschüttung verwendet. Größere Hangrutschungen wie an anderen Dämmen bekannt, fanden hier nicht statt. Das Kanalbett ist hier in seinem gesamten Verlauf der Dammkrone an den Seiten mit Burgsandsteinquadern ausgekleidet. Sicherheitstore waren hier wegen der relativ kurzen Schleusenhaltung zwischen Schleuse 35 und Schleuse 36 (400 Meter) nicht notwendig.
Der Damm ist vom Bayerischen Landesamt für Denkmalpflege als Bau- und Bodendenkmal ausgewiesen.

## Mühlbach

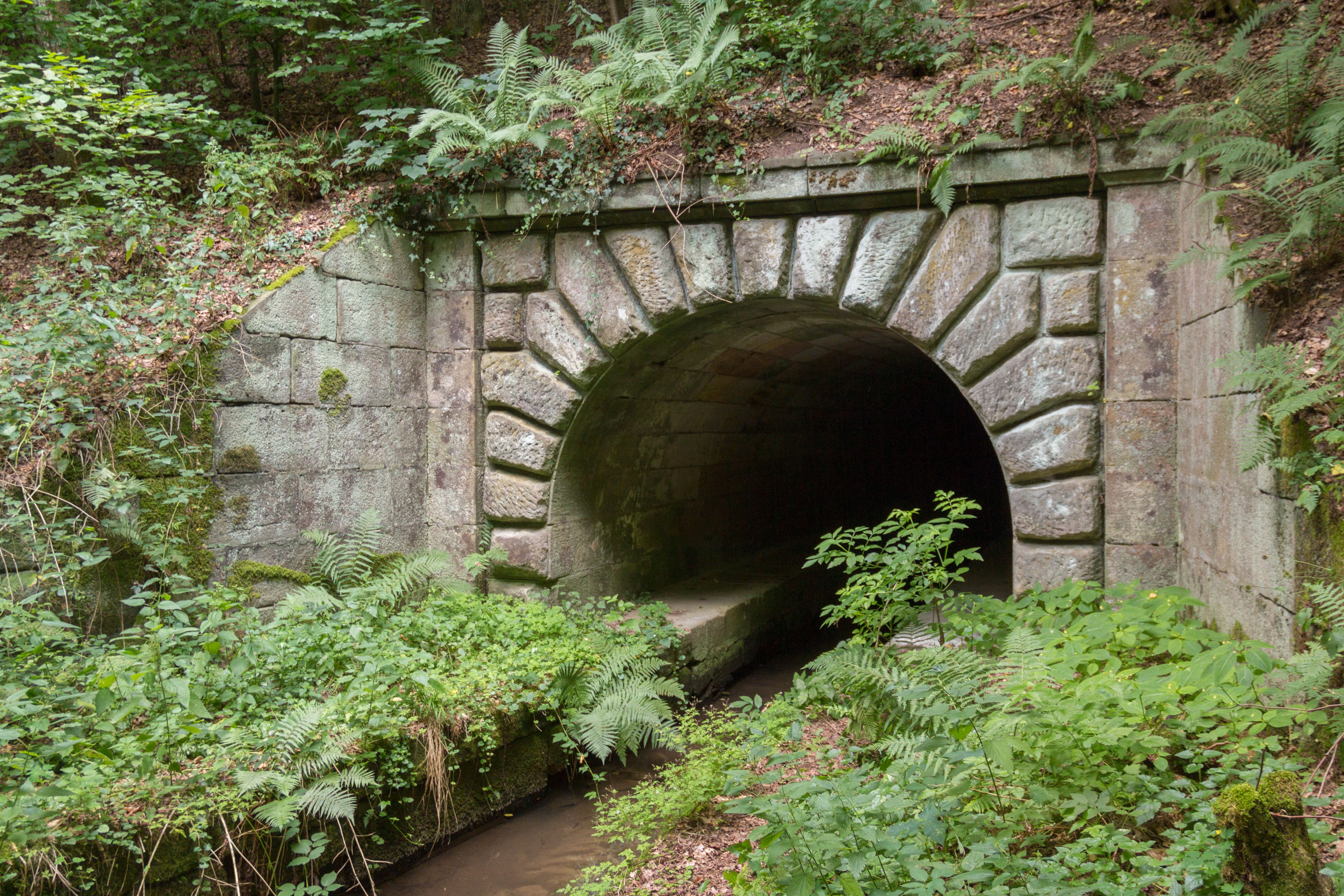
Mühlachdurchlass, Auslauf im Norden

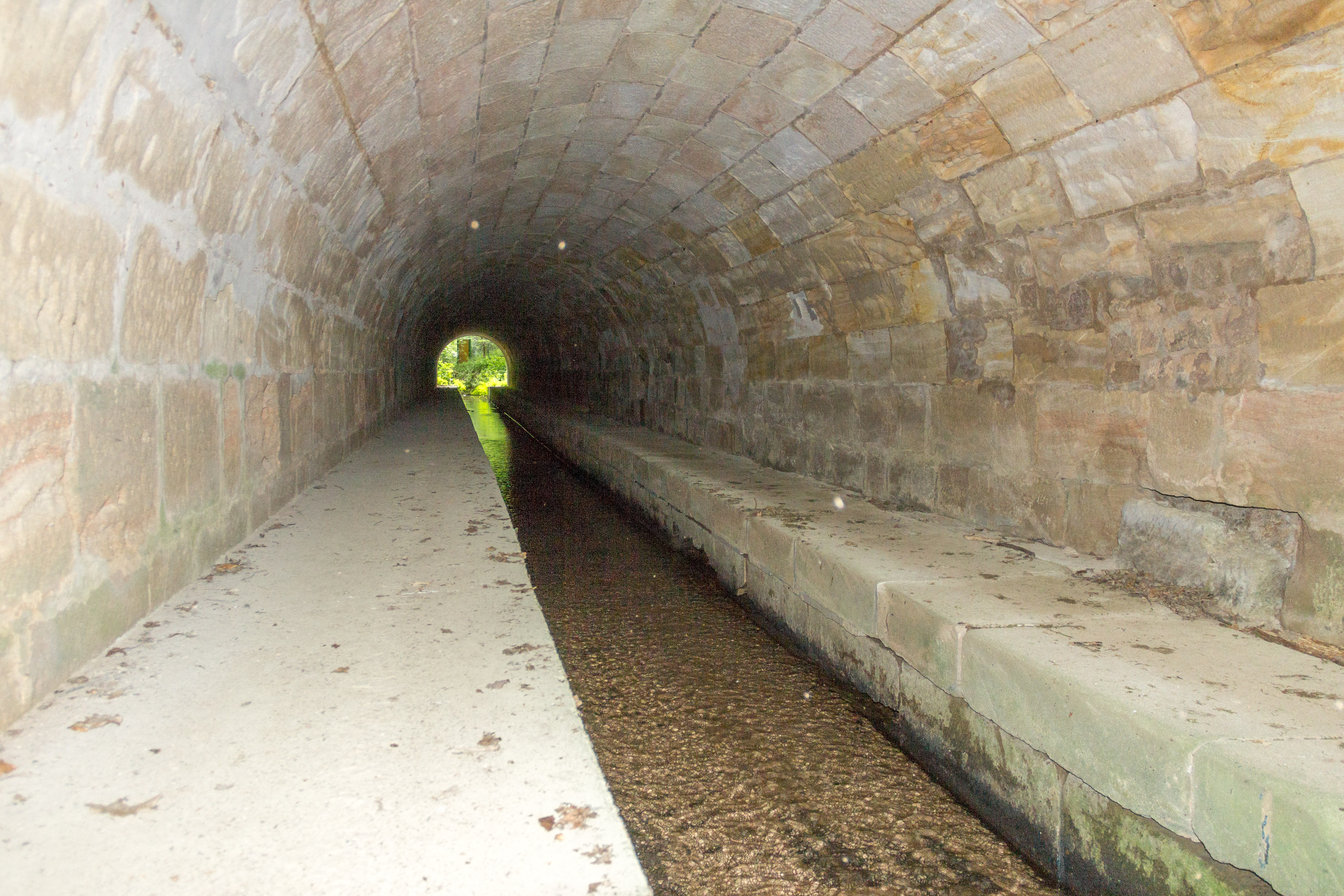
Mühlbachdurchlass Innenansicht

Durch den Dammbau wurde der natürliche Verlauf des Mühlbaches unterbrochen. Der Bach entspringt bei Ezelsdorf und sammelt in seinem Verlauf das Wasser von weiteren Wald- und Wiesengräben. Im Normalfall ist seine Wassermenge gering aber kann bei Schmelz- und Hochwasser stark zunehmen. Der Mühlbach entwässert bei Schwarzenbruck in die Schwarzach.
Aufgrund der tiefliegenden Talsohle konnte das Wasser des Mühlbachs nicht den Kanal abgeleitet werden. Zur Durchleitung wurde an der Talsohle ein auffällig großzügig dimensionierter Durchlass angelegt. Ein- und Auslassportal messen etwa 4 Meter im Durchmesser und sind aus Burgsandstein im damalig üblichen Baustil gestaltet. Der Bachlauf wird geradlinig in Süd-Nord-Richtung auf einer Länge von etwa 60 Metern durch den Dammsockel geleitet. Der u-förmige Innenbereich und das Bachbett sind vollständig mit Burgsandsteinquadern ausgekleidet. Rechts- und linksseitig parallel zum Bach verlaufen jeweils etwa einen Meter breite Gehwege. Der Durchlass diente früher als Verkehrsweg zwischen den anliegenden Mühlen und den Ortschaften.
Der Bachdurchlass ist ganzjährig und auf eigene Gefahr frei zugänglich.